# The Bothy Band
The Bothy Band è il nome di un gruppo musicale folk irlandese, attivo alla fine degli anni '70.

## Storia del gruppo
La Bothy Band nasce nel 1975 da un progetto di Donal Lunny, chitarrista e suonatore di bouzouki appena fuoriuscito dai Planxty. La band dura solo cinque anni e vede tra le sue file, oltre al sopracitato Lunny, Paddy Keenan (uillean pipes), Matt Molloy (flauti), Paddy Glackin (violino) e Tony MacMahon (fisarmonica diatonica). Poco dopo MacMahon lasciò il gruppo, mentre entrarono in formazione Michael O Dhomhnaill (chitarra) e Triona Ni Dhomhnaill (voce, clavinet). Dopo pochi mesi il violinista Paddy Glackin fu sostituito da Tommy Peoples: con questa formazione incisero il loro primo album. Prima dell'incisione del secondo album a Peoples subentrò Kevin Burke. 
La band si sciolse nel 1979, dopo aver inciso tre album in studio e un live. Furono pubblicati successivamente una raccolta e un altro live contenente registrazioni del periodo '76-'78.
Dopo lo scioglimento del gruppo, Lunny tornò brevemente nei Planxty prima di formare una band folk-rock chiamata Moving Hearts; Molloy entrò a far parte dei Chieftains; Triona Ni Dhomhnaill formò prima i Touchstone, poi, col fratello Michael i Nightnoise; Kevin Burke si trasferì a Portland, negli Stati Uniti, dove partecipò ad un album di Arlo Guthrie, in seguito si esibì e incise due album in duo con l'altro ex-Bothy Band Michael O Dhomhnaill.

## Discografia
- 1975 - The Bothy Band
- 1976 - Old Hag You Have Killed Me
- 1977 - Out of the Wind into the Sun
- 1979 - Afterhours - Recorded Live in Paris
- 1980 - Best of The Bothy Band
- 1995 - Live in Concert (Registrazioni live del 1976 e 1978)

## Formazione
- Donal Lunny - chitarra e bouzouki (1975-1979)
- Paddy Keenan - uillean pipes (1975-1979)
- Matt Molloy - flauti (1975-1979)
- Paddy Glackin - violino (1975)
- Tony MacMahon - fisarmonica (1975)
- Michael O Dhomhnaill - chitarra (1975-1979)
- Triona Ni Dhomhnaill - voce e clavinet (1975-1979)
- Tommy Peoples - violino (1975-1976)
- Kevin Burke - violino (1976-1979)